# Municipal'noe obrazovanie Emeckoe
La Municipal'noe obrazovanie Emeckoe (in russo Муниципальное образование «Емецкое»?) è un insediamento rurale del Cholmogorskij rajon, situato nell'Oblast' di Arcangelo, nella Russia nordoccidentale. Il suo centro amministrativo è il villaggio di Emeck. Al 2011, la popolazione dell'insediamento era di 3.300 abitanti.

## Insediamenti
- Aksenovy
- Belaja Gora
- Boloto
- Bol'šaja Gora
- Brosačicha
- Chvosty Starye
- Čuprovščina
- Donkovy
- Emeck
- Gora
- Gorončarovo
- Kalažma
- Klubočicha
- Kožgora
- Koroli
- Krasnyj Jar
- Kuzmecovo
- Kuliga
- Kul'mino Bol'šoe
- Kul'mino Maloe
- Kjaz'meš
- Lochta
- Lysica
- Malaja Gora
- Myza
- Nižnee Zapol'e
- Nižnij Konec
- Nižnjaja
- Nifericha
- Novinnye
- Oserëdok, selo Emeckij
- Oserëdok, selo Vajmuga
- Oserëdok, selo Priluki
- Ofrolicha
- Pogost
- Podgor
- Podsosan'e
- Priluk
- Rechačevy
- Šil'covo
- Slobodka
- Staraja Mel'nica
- Sucharevo
- Takšeevo
- Toloknovo
- Uzikovo
- Usol'e
- Ust'-Emca
- Vajmužskij
- Velikij Dvor
- Verchnee Zapol'e
- Verchnjaja
- Volost'
- Vysokoe
- Ždanovy
- Zalebedka
- Zapol'e, selo Emeckij
- Zapol'e, selo Priluki
- Zapol'e, selo Sija
- Zaručev'e
- Zaručej
- Zolotka